# سد الوحدة (المغرب)
سد الوحدة هو أكبر سد بالمغرب، ويعد ثالت أكبر سد في أفريقيا بعد سد النهضة الاثيوبي و ا لسد العالي في مصر «أسوان».
يقع حوضه فوق تراب إقليم وزان، و يقع موقع الحاجز المائي وادارته بالضبط في جماعة  المجاعرة التابعة لإقليم وزان، طاقته الاستيعابية 3 مليارات و 800 مليون متر مكعب، بني في عهد الملك الحسن الثاني الذي كان يلقب بباني السدود لاهتمامه المبكّر بالماء وتخطيط سياسة بناء السدود الكبرى التي بلغ عددها 125 سد طاقتها الاستبعابية أكثر من 20 مليار متر مكعب من الماء. كما أن هنالك سداً يحمل نفس الاسم أقامته سوريا والأردن على نهر اليرموك.
بالإضافة إلى دور سد الوحدة كخزان مائي لثروة طبيعية فهو يلعب أدوار أخرى خصوصا بأنه يوجد بالقرب منه ضريح مولاي بوشتي الخمار الذي يقصده الزوار من مناطق المغرب خاصية أخرى يتميز بها سد الوحدة هو موقعه بحيث يوجد وسط المناظر الطبيعية الخلابة التي يزخر بها الشمال الاوسط للمغرب.

## معرض الصور

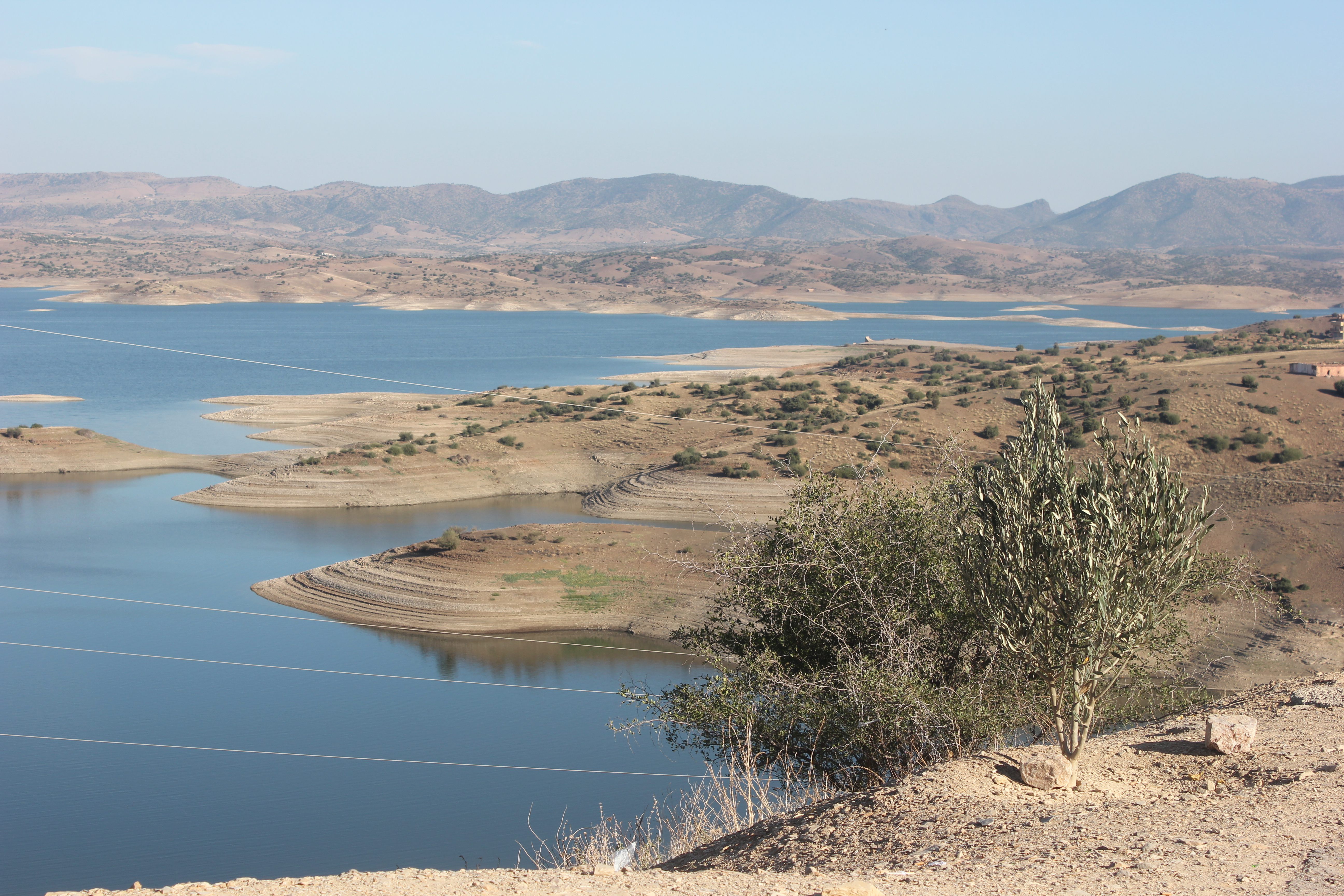
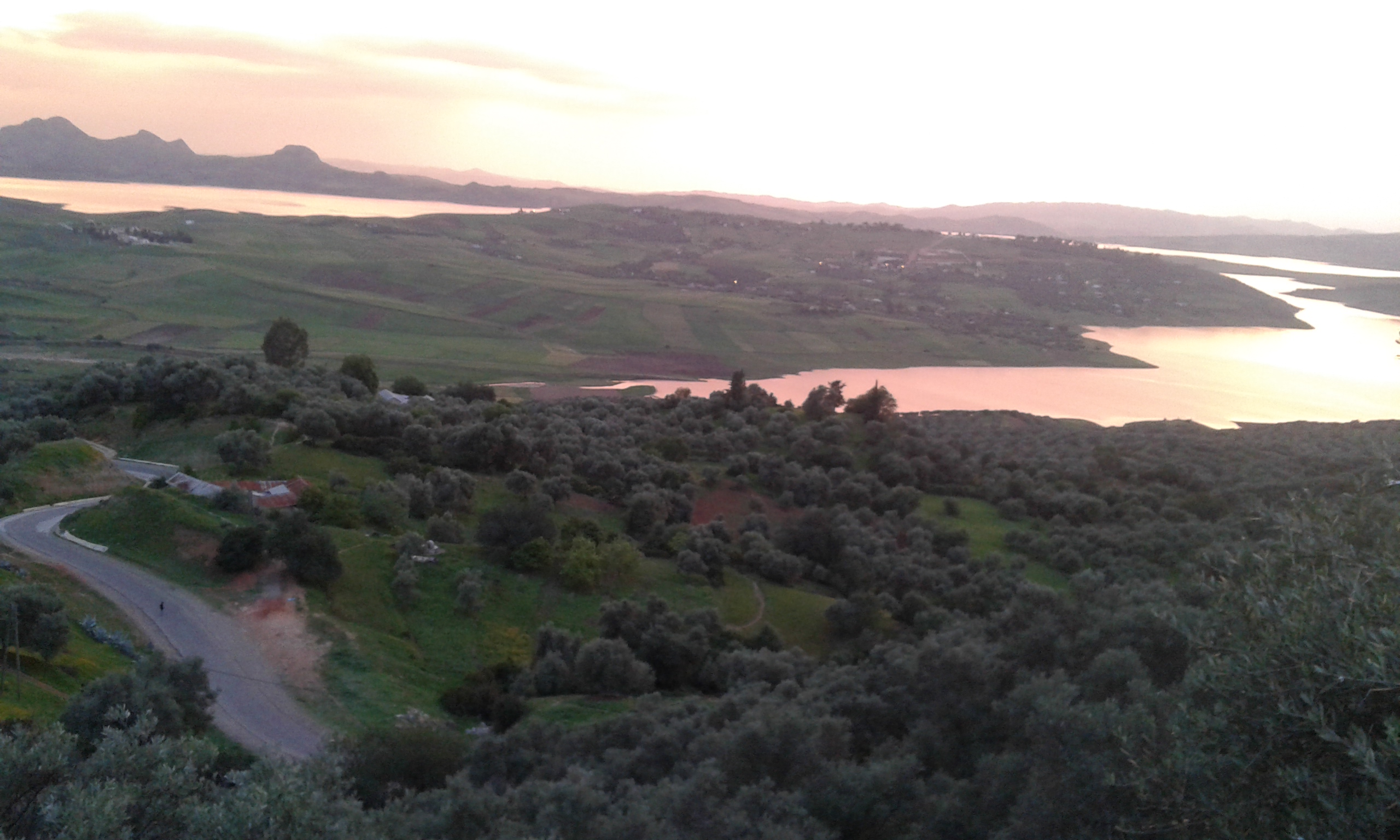